# Hondsrug

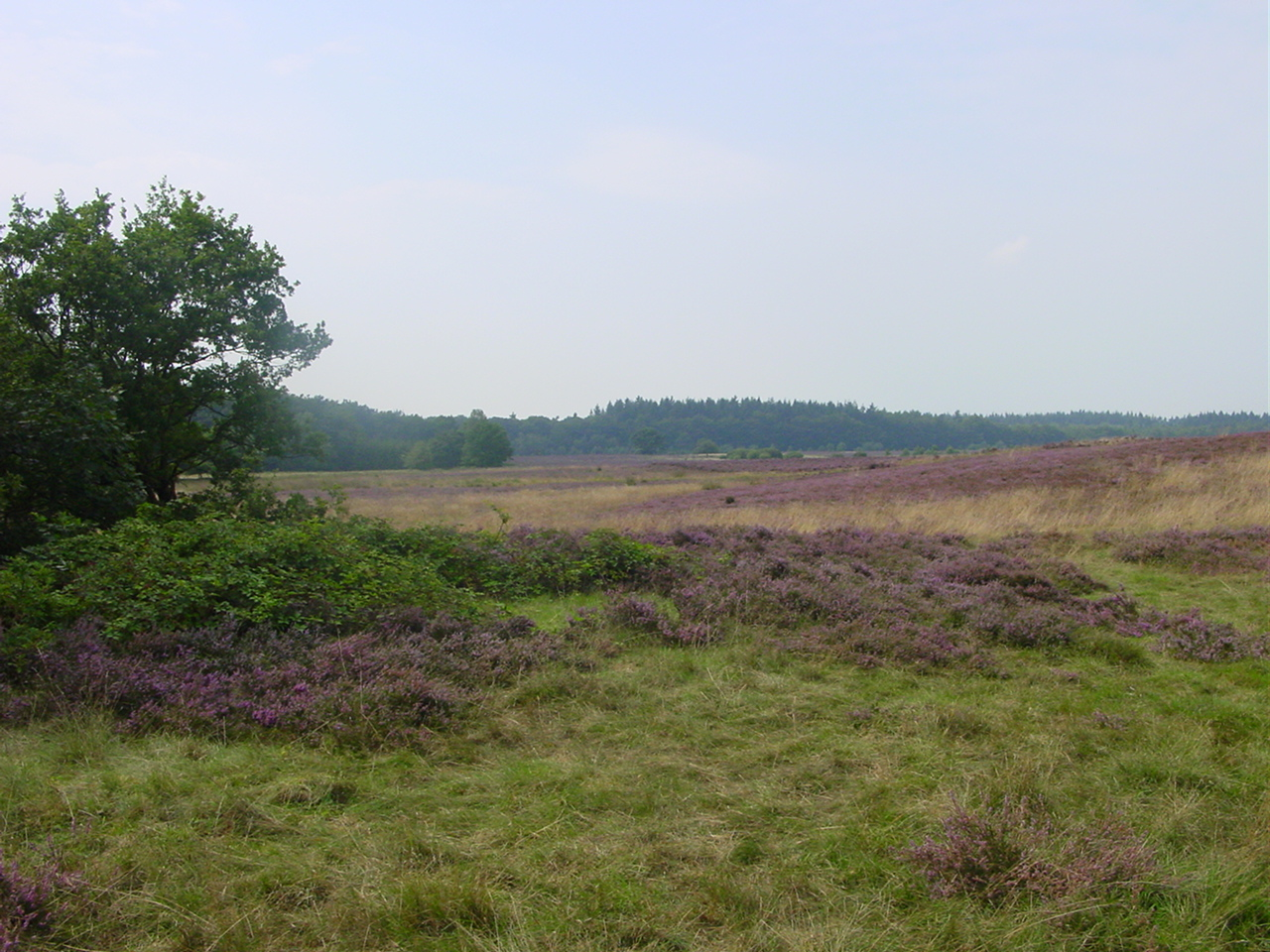
Veduta della Hondsrug

La Honsdrug (letteralmente "schiena di cane") è una dorsale del nord-est dei Paesi Bassi, situata tra le province della Drenthe (in gran parte) e di Groninga.

## Geografia

### Collocazione
La Hondsrug si estende per circa 70 km nella parte sud-orientale della provincia di Groninga e nella parte orientale della provincia della Drenthe, a sud di Emmen.

### Comuni
Si trovano lungo la Hondsrug i seguenti comuni:
- Aa en Hunze
- Borger-Odoorn
- Coevorden
- Emmen
- Groninga
- Haren
- Tynaarlo

## Storia
I primi insediamenti in zona risalgono all'epoca preistorica, come dimostrano i numerosi monumenti megalitici dell'area.
Nel 2013 la Hondsrug è stata riconosciuta dall'UNESCO come il primo geoparco dei Paesi Bassi.

## Sport
- Lungo la Hondsrug si svolge la corsa ciclistica nota come Hondsrug Classic[5]